# Bamoun (langue)
Le bamoun (shüpamom ou shüpaməm [ʃŷpǎˑmə̀m] en bamoun) est une langue bantoïde des Grassfields du Cameroun parlée par les Bamouns. Elle est parlée par environ 420 000 locuteurs.

## Dialectes
Il existe plusieurs dialectes liés à la langue bamoun, dont le bafanji, le bamali, le bambalang et le bangolan.

## Écriture
Le bamoun a une écriture propre développée par le roi des Bamouns Ibrahim Njoya dans son palais vers 1895.
Le bamoun est aussi écrit avec l’alphabet latin, notamment selon les règles de l’alphabet général des langues camerounaises par certains auteurs. D’autres orthographes ont été ou sont utilisées.
| a | b | ɓ | d | gb | mb | e | ɛ  | ə | f | g | gh | i | j | k | kp | l | m |
| ŋ | n | o | ɔ | p  | r  | s | sh | t | u | ü | ʉ  | v | w | y | ny | z |   |

Le coup de glotte est noté avec l’apostrophe ‹ ʼ ›.
Lorsque les tons sont indiqués, ils le sont avec des diacritiques :
| ton        | signe diacritique  | exemple |
| ---------- | ------------------ | ------- |
| haut       | accent aigu        | á       |
| bas        | accent grave       | à       |
| descendant | accent antiflexe   | ǎ       |
| moyen      | macron             | ā       |
| montant    | accent circonflexe | â       |

## Phonologie
Le bamoun a des tons, des voyelles longues et des diphtongues et la coda.
Les voyelles simples sont :
| antérieures | centrales | postérieures |
| ----------- | --------- | ------------ |
| i y         | ɨ         | ɯ u          |
| e           | ə         |              |
| ɛ           |           | ɔ            |
|             | a         |              |

Les consonnes sont :
| labiales | alvéolaires | post- alvéolaires | vélaires | labialisées vélaires | labio- vélaires | glottales |
| -------- | ----------- | ----------------- | -------- | -------------------- | --------------- | --------- |
| p        | t           |                   | k        | kʷ                   | kp              | ʔ         |
| b        | d           |                   | ɡ        | ɡʷ                   | ɡb              |           |
| mp       | nt          |                   | ŋk       | ŋkʷ                  | ?               |           |
| mb       | nd          |                   | ŋɡ       | ŋɡʷ                  | ?               |           |
| f        | s           | ʃ                 | x        | ?                    |                 |           |
| v        | z           | ʒ                 | ɣ        | ?                    |                 |           |
| ɱf       | ?           | ɲʃ                |          |                      |                 |           |
| ɱv       | ?           | ɲʒ                |          |                      |                 |           |
| m        | n           | ?                 | ŋ        | ŋʷ                   | ŋm              |           |
|          | r l         | j                 |          | w                    |                 |           |